# نادي أنصار المودة
نادي أنصار المودة هو نادي كرة قدم لبناني من مدينة بيروت. تم تأسيس النادي عام 1968 تحت اسم راسينغ حازمية ثم تحول الاسم إلى نادي الشباب العربي عام 2006. يلعب مبارياته على ملعب بيروت البلدي. فاز النادي بدوري الدرجة الثانية موسم 2016-2017 ليصعد إلى الدوري اللبناني الممتاز موسم 2017-2018.